# اداپور
اداپور (به انگلیسی: Adapur) در هند است که در کارناتاکا واقع شده‌است.